# Ignacy Gajniak
Ignacy Gajniak Wdówka (ur. 24 września 1872 w Jabłonce na Orawie, zm. 15 kwietnia 1932) – chłop, rzemieślnik, mechanik samouk.

## Życiorys
Urodził się 24 września 1872 we wsi Jabłonka na Orawie, w komitacie Árva. Ukończył tylko szkołę początkową. Znany był jako wszechstronny rzemieślnik, mistrz do wszystkiego – pracował jako tokarz, stolarz i ślusarz, potrafił naprawiać zegarki i wytwarzać biżuterię, konstruować organy (do czerwca 1913 r. sprzedał do kościołów dwa egzemplarze), a według (również pochodzącego z Jabłonki księdza Ferdynanda Machaya) – także wznosić kościoły; zajmował się również fotografią i elektrotechniką. Współcześni przypisywali mu wybitne zdolności techniczne i artystyczne, rozwijane w drodze samokształcenia przez lekturę czasopism popularnonaukowych.
Swym gospodarstwem rolnym nie zajmował się – zatrudniał najemnych pracowników. Rzetelny w interesach, wzorowy w życiu rodzinnym i publicznym. Wprawdzie zdaniem ks. Machaya miał być obojętnym wobec polskiego ruchu narodowego i mawiać „Ni mom na to casu”, to przed 1918 r. był współpracownikiem Jana Bednarskiego i uczestniczył m.in. w przemycaniu polskiej prasy i książek na Orawę. Zmarł 15 kwietnia 1932 r.